# Русский юмор

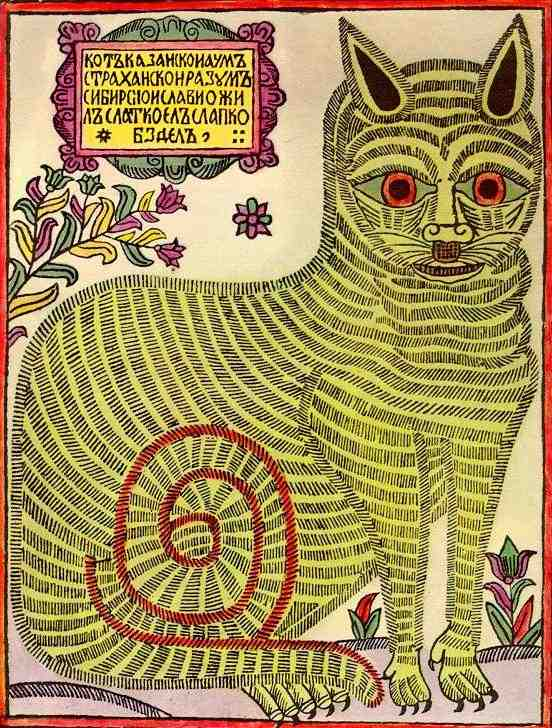
Кот Казанский, персонаж с пародийным титулом («Кот Казанской, ум Астраханской, разум Сибирской…»). Лубок XVIII века

Русский юмор черпает свою остроту из особенностей русского языка, допуская игру слов и неожиданные ассоциации. Как и в случае с юмором любой другой культуры, его диапазон варьируется от непристойных шуток и игры слов до политической сатиры.

## История
По мнению Д. С. Лихачёва, русские комедийные традиции в литературе восходят к «Молению» Даниила Заточника, переяславского книжника из низшего сословия, жившего между XII и XIII веками. Однако только в начале XVII века комедия выделилась в отдельный жанр как реакция на события Смутного времени. Популярность приобрела серия самостоятельных анонимно опубликованных работ, для описания которых исследователи используют термин демократическая сатира. Они имели тесные связи с русским фольклором и воспроизводились как в прозе, так и в виде стихов, в том числе небылиц.
Наиболее известны «Повесть о Ерше Ершовиче» и «Шемякин суд», высмеивающие русскую судебную систему. В первом памятнике описывается суд над ершом с участием разных рыб, представляющих разные социальные слои. Во второй речь идёт о неправедном судье Шемяке, которого часто связывают с великим князем Дмитрием Шемякой. Другое выдающееся произведение «Повесть о Фроле Скобеевe» было вдохновлено плутовскими романами. Популярностью пользовалась сатира на церковь («Повесть о попе Савве», «Калязинская челобитная», «Служба кабаку»), включавшая пародии на религиозные тексты. М. М. Бахтин и Д. С. Лихачёв считали, что многие из этих сочинений были созданы простым духовенством, высмеивавшим форму, а не содержание. Были и откровенные пародии на литературные жанры, такие как «История жизни в роскоши и веселье».
Лубок был одной из первых известных форм народных гравюр в России, которая стала популярной примерно в то же время. Подобно комиксам, он изображал различные сюжеты — часто юмористические — анекдоты в виде примитивистских картинок с подписями. Среди общих персонажей был Кот Казанский, изображённый, в частности, на одной из самых известных лубочных картинок «Мыши кота погребают», описываемой различными исследователями как пародия на похороны Петра I, празднование побед русских над татарами в конце XVI века или просто иллюстрация к старинной сказке.
В XVIII веке творил ряд выдающихся комедийных писателей, принадлежащих к высшему классу. Самым известным является Денис Фонвизин, написавший несколько комедийных пьес между 1769 и 1792 годами, самая известная из которых «Недоросль» (1781). Эта пьеса высмеивающая провинциальное дворянство, имела большой успех, стала источником многих цитат и вдохновила будущие поколения писателей. К числу других известных авторов принадлежат Антиох Кантемир, писавший сатирические стихи, драматург Александр Сумароков, чьи пьесы варьировались от прямой сатиры против его противников до комедии нравов, и императрица Екатерина II, написавшая около двадцати комедийных пьес и опер, наиболее известные из которых «О, эти времена!» (1772) и «Шаман Сибирский» (1786).
Во второй половине XVIII века популярность приобрели сатирические журналы с социальными и политическими комментариями. В их число входят «Почта духов» и «Зритель» Ивана Крылова, впоследствии ставшего ведущим русским баснописцем России, «Живописец», «Трутень» Николая Новикова, «Всякая всячина» под редакцией Екатерины II. В монографии 1859 года «Русские сатирические журналы 1769—1774 гг.» Александр Афанасьев провёл исследование этого периода, послужившее источником вдохновения для известного критического эссе «Русская сатира екатерининских времён» Николая Добролюбова, который утверждал, что сатира XVIII века была недостаточно острой и влиятельной и не привела к необходимым социально-политическим изменениям.

## Разновидности
Самой популярной формой русского юмора является анекдот, представляющий собой короткие рассказы с изюминкой. Типичным для русской анекдотической культуры является серия категорий с фиксированными и хорошо знакомыми обстоятельствами и персонажами. Эффект достигается разнообразием сюжетов и игрой слов.
Застольные тосты могут принимать форму анекдотов или коротких рассказов, которые, как правило, имеют шутливое или парадоксальное завершение и заканчиваются фразой «Так давайте же выпьем за…» с остроумной изюминкой, относящейся к этой истории.
Особой формой юмора являются частушки, песни, составленные из четырёхстрочных стишков, обычно чёрного, саркастического, юмористического или сатирического содержания.
Русский юмор очень саркастичен и выражается в игре слов. Иногда встречаются короткие стихи, включающие в себя абсурд и чёрный юмор, похожие на стишки о маленьком Вилли Гарри Грэма или, в меньшей степени, на литературные «абсурдные стихи» Эдварда Лира. Большинство этих стишков связано со смертью или болезненным опытом главных героев или других людей («Маленький мальчик нашёл пулемёт…»). Этот тип юмора особенно популярен среди детей.